# Box (Wiltshire)
Box è un grande villaggio e un distretto civile nella regione Wiltshire, in Inghilterra, a circa 3 miglia (5 km) ad ovest di Corsham e 5 miglia (8 km) a nord-est di Bath. Oltre al villaggio di Box, la parrocchia comprende le frazioni di Ashley e Box Hill; Hazelbury Manor e le frazioni di Alcombe, Blue Vein, Chapel Plaister, Ditteridge, Henley, Kingsdown, Middlehill and Wadswick. A est il distretto comprende molto di Rudloe, in precedenza un villaggio, ma ora un complesso residenziale, e gli stabilimenti di difesa e le imprese correlate sul sito della RAF Rudloe Manor.
L'occupazione risale almeno ai tempi dei romani. La zona è conosciuta per la sua pietra raffinata e per secoli le cave di pietra sono state famose per il loro ricavato. Oggi Box è forse meglio conosciuto per la sua galleria ferroviaria progettata da Isambard Kingdom Brunel.

## Geografia
Gli insediamenti sono situati su un altopiano sopra la vallata scoscesa in cui scorre il fiume Bybrook, un affluente del Bristol Avon. Nel distretto si trova una gran quantità di roccia calcarea. “Box Ground”, una varietà resistente della pietra di Bath, Fu estratta sia da cave di pietra sia dalle miniere di Box, che ora sono chiuse. A partire dal 2015 l'ultima fonte rimanente della Box Ground è la cava di Hartham Park a Corsham.
Il confine meridionale del distretto coincide con la strada romana da Silchester a Bath. La strada, che passa attraverso il villaggio di Box e scende a Bathford e a Bath, nel 1761 è diventata un'autostrada, per fornire un percorso da Chippenham e Corsham a Bath; questa è l'attuale A4.

## Storia
Nella zona c'erano insediamenti preistorici del tipo dei forti collinari, come Bury Camp, 4 miglia (6 km) a nord dell'attuale villaggio Box.
I romani costruirono la Fosse Way circa due miglia (3.2 km) verso ovest. Oggi, vicino alla chiesa di Box c'è il sito di una villa romana, scavato nel corso del XIX secolo, poi riscavato intorno al 1902-3 da Harold Brakspear, e ancora nel 1967-8. C'è stata una grande ristrutturazione alla fine del III secolo o all'inizio del IV che ha reso quella villa la più grande dell'area di Bath. La villa aveva una delle più ricche collezioni di pavimenti a mosaico di tutte le abitazioni romane, con resti trovati in 20 camere fino ad oggi, ma ci sono 42 camere positivamente identificate e altre 15 ancora sotto investigazione. La camera 26 sembra essere una grande camera alla maniera di quella di Treviri. Una villa come questa doveva essere il centro di una grande tenuta e il centro dell'interesse come minimo anche di 6 possibili ville associate o cascine a Ditteridge, Hazelbury e Shockerwick (vicino a Bathford) e quelle più lontane a Colerne, Atworth e Bradford on Avon. Nel 1806 il Domesday Book ha registrato 25 case a Hazelboury e 6 a Ditteridge. La prima documentazione di Box risale al 1144 quando Humphrey II da Bohun era un proprietario terriero. Il paese è mostrato su una mappa, dalla quale si vede che a quel tempo c'erano importanti industrie nella produzione di tessuto di stoffa che sopperiva al bisogno di vestiti delle città nelle vicinanze come Bradford on Avon.
La Great Western Main Line railway (che va da Londra a Bristol), che attraversa la parrocchia e il canale di sicurezza lungo 1.83 miglia (2,95 km), è stata costruita sotto Box Hill. La costruzione ha avuto luogo tra il 1838 e il 1841 con un impiego di massimo 4000 uomini. La prima stazione di Box è stata costruita vicino ad Ashley, dove la A4 attraversa la linea; la stazione Box Mill Lane è stata costruita un miglio più vicino al villaggio nel 1930. Entrambe le stazioni hanno chiuso nel 1965, quando i servizi locali sono stati ritirati.

### Le cave di pietra
Le cave di pietra presenti nel distretto furono usate alla fine del dodicesimo secolo e all'inizio del tredicesimo per le abbazie a Stanley e Lacock, e nel quindicesimo e nel sedicesimo secolo per la casa di campagna Great Chalfield Manor e per Longleat House (una casa maestosa, sede del Marchese di Bath).
Il trasporto di pietre fu migliorato nel 1727 quando il fiume Avon fu reso navigabile tra Bath e Bristol, e di nuovo nel 1810, quando il canale Kennet e Avon fornì un percorso da Bradford a Londra. La ferrovia rese il trasporto molto più economico, e lo scavo del tunnel rivelò vasti strati di pietra su entrambi i lati della linea ferroviaria. Le cave sotterranee furono realizzate tra Box e Corsham, e la pietra veniva portata da ferrovie a scartamento ridotto verso cantieri a Box e stazioni di Corsham.
Il periodo di punta per le estrazioni fu tra il 1880 e il 1909 quando furono estratti milioni di tonnellate di pietra. Le cave continuarono a lavorare fino al 1969. A partire dal 2015, le estrazioni continuarono su scala minore a Corsham.

#### Le cave abbandonate
RAF Rudloe Manor, la gestione della sede centrale che si occupa delle attività di spionaggio e di controllo, fu stabilito nell'estremo est del distretto nel 1940. Fino al 1945, le attività critiche erano ospitate sottoterra in una cava d'esercitazione, la Brown's Quarry, a nord del Tunnel Quarry.
Sottoterra nella stessa zona, Spring Quarry fu requisita nel 1940, al fine di ricreare la fabbrica ombra per la fabbricazione di motori aerei, in seguito ai bombardamenti della Bristol Airplane Company a Filton. La costruzione richiese più tempo del previsto e fu ottenuta una bassa produzione prima che il sito chiudesse nel 1945. L'artista Olga Lehmann fu invitata a dipingere murales nelle aree dei lavoratori adibite ai pasti; nel 2013 questi furono designati come Grade II * li aveva elencati. Tra la fine del 1950 e del 2004, Spring Quarry servì come la sede centrale di guerra del governo, la sede centrale autosufficiente del governo da usare in caso di un conflitto nucleare. Box Mine divenne la sede di biologia del Site of Special Scientific Interest nel 1991.

### Governo
Il distretto civile elegge un consiglio parrocchiale. È nella zona dell'autorità del Wiltshire Council che svolge le significative funzioni per il governo locale. La parrocchia rientra nella giurisdizione di Box e Colerne, che inizia nel sud a Box e si estende fino a nord a Colerne. La popolazione del quartiere coinvolto nel censimento del 2011 è di 5200 individui.

### Siti religiosi
C'erano chiese sassoni a Ditteridge e Hazelbury e probabilmente a Box. L'attuale parrocchia della chiesa inglese di Box ha origini nel 12 secolo e dedicata a S.Thomas Becket. Furono fatte delle modifiche nel 14 secolo e fu aggiunta una guglia nel 15 secolo. Un ulteriore restauro iniziò nel 1713 e nel 1831 fu aggiunta una navata sud; l'interno è stato restaurato nel 1896 dall'architetto Brakspear.
La chiesa metodista di Box venne costruita nel 1897, in sostituzione di una piccola cappella sullo stesso sito. Un edificio adiacente e la scuola domenicale, aperta nel 1907, furono vendute per uso privato nel 2001. Le cappelle Methodist furono edificate anche sulla collina di Box nel 1867 e furono chiuse nel 1967 e si unirono alla chiesa di Box.

### Servizi
Box è la culla di Box Church of England Primary School. La prima scuola è stata fondata vicino ad una chiesa nel 1708; l'edificio attuale è sull'High Street dal 1875. Pevsner la descrive come “Gotica, con una terribile, affusolata torre”.
La Selwyn Hall (costruita nel 1969) è usata per le funzioni della comunità e ospita la biblioteca del villaggio.
Il villaggio dispone di strutture sportive, tra cui un campo da bocce, due campi da tennis, un campo da cricket, un campo da calcio e anche una piccola area per il basket. Questi sono tutti situati all'interno o intorno al Recreation Ground (un appezzamento di terreno con una superficie di circa 4,4 ettari).

### Bock Rock Circus
Sempre al Recreation Groundi c'è 'Bock Rock Circus', un cerchio del diametro di 7 metri, che è un servizio educativo di scienze della terra. È stato costruito nel corso del 2012 da artigiani locali con pietre donate da numerose aziende e finanziato principalmente da fondi ricavati dalla discarica. L'impianto è stato inaugurato ufficialmente il 14 maggio 2013 dal professore di Geo-scienze comunicazione, e da un personaggio televisivo, Iain Stewart (geologo).